# Apinagia
Apinagia là một chi thực vật có hoa trong họ Podostemaceae.

## Hình ảnh

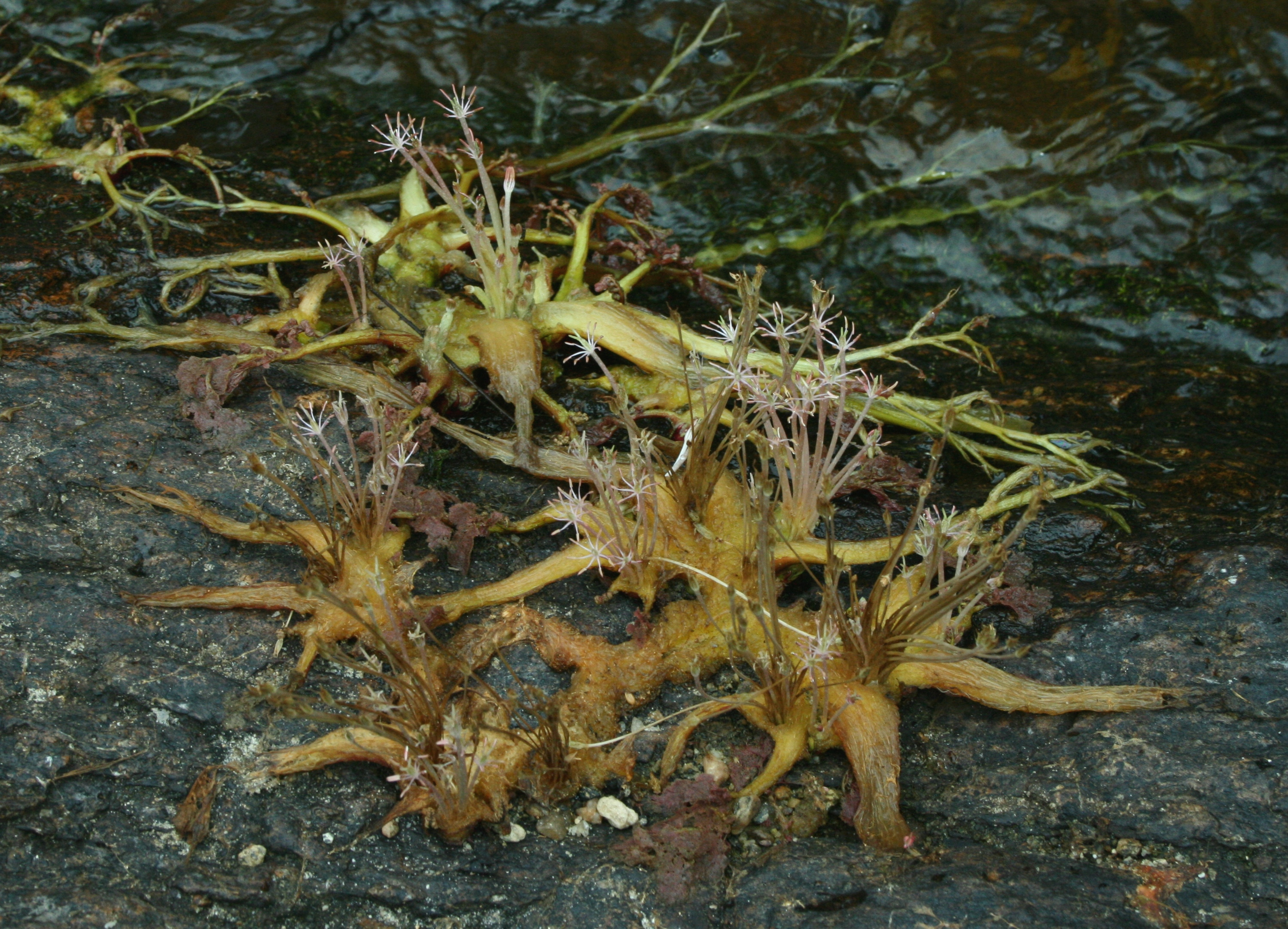
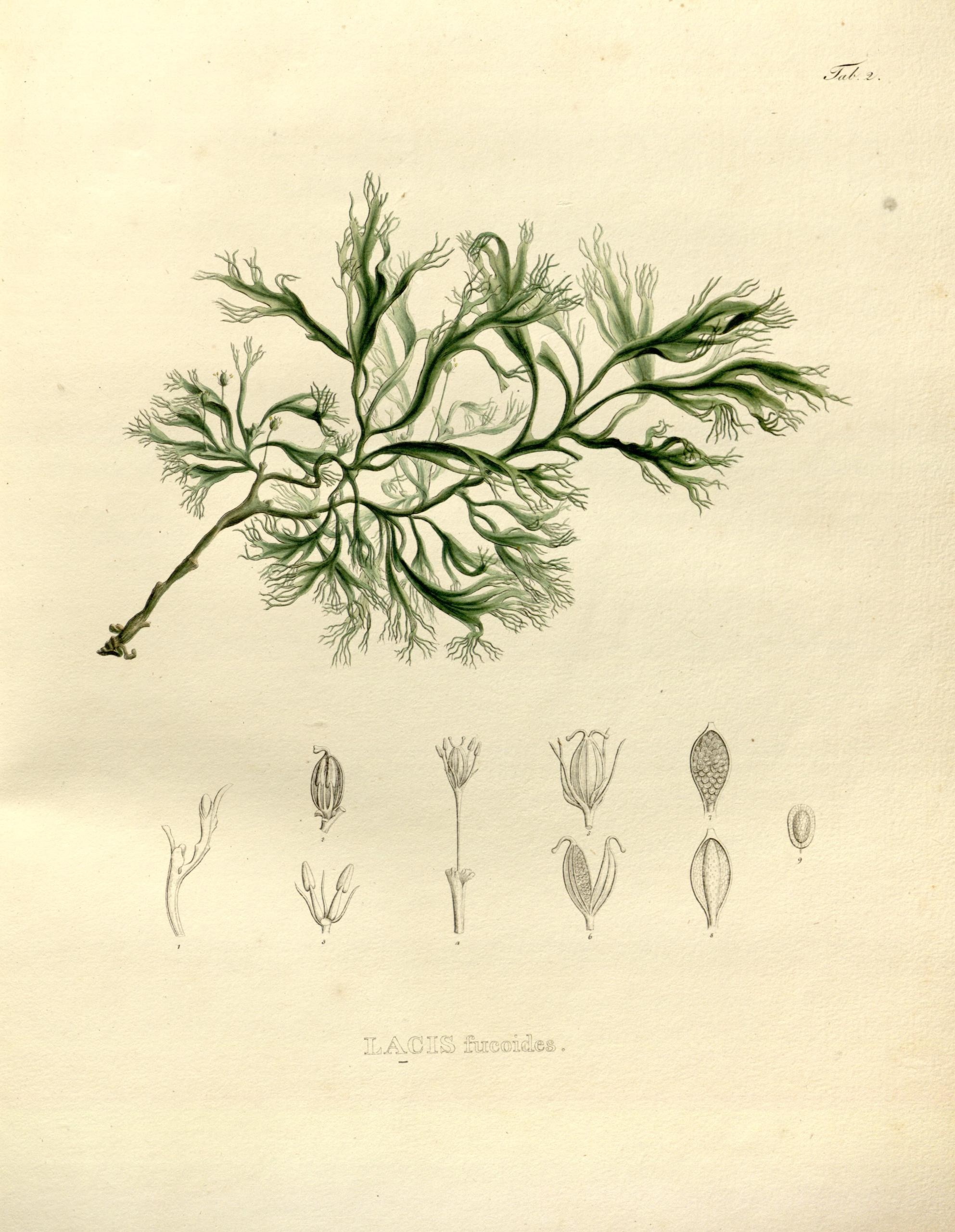

## Loài
Chi Apinagia gồm các loài: